# Ana Tamariz
Ana Tamariz (Madrid, 1970) es una maga, formadora y empresaria española. Desde 1988, dirige la Gran Escuela de Magia Ana Tamariz ubicada en Madrid.

## Trayectoria
Es hija del mago español Juan Tamariz, al que acompañaba de pequeña a los congresos de magia. Desde la infancia aprendió los trucos que le enseñaba su padre. Inicialmente, quería ser ceramista, siendo aprendiz de Jaime Barrutia, pero un accidente en el que se quemó la mano y donde tuvo que realizarse diferentes injertos no se lo permitieron. 
Su padre le propuso montar una tienda de magia, llamada Magia Potagia Tamarizland, en Madrid en 1988. Esta tienda se fue transformando en la Gran Escuela de Magia Ana Tamariz. Inicialmente traducían instrucciones de magia o resolvían dudas respecto a los trucos y poco a poco, crearon grupos para instruir a aprendices. Desde entonces, se dedica principalmente a la formación. Uno de sus efectos preferidos es el del pañuelo bailarín, en el que el pañuelo baila solo en el escenario.
Entre los fundadores y profesores de su escuela, se encuentran, su padre, Camilo Vázquez y Arturo de Ascanio. También dan clases Jorge Blass, que ya en 1992 entró como alumno, Anthony Blake, Miguel Muñoz Segura o Woody Aragón. Otros alumnos han sido los actores Agustín Jiménez y Sinacio. Además, tiene una compañía propia que lleva su nombre con la que crea espectáculos de magia para todos público.
Se casó en 2013, con el también mago, Manu Vera, en Santiago de Compostela. Tiene un hijo llamado Daniel que ha sido campeón de España de yo-yo.
En 2018, participó en la presentación que se realizó en la sala Gaileo Galilei de Madrid del proyecto Nintendo Magia para enseñar trucos de ilusionismo utilizando la Nintendo DS. Ha formado parte de jurados de concursos de magia como el organizado por el Festival Internacional de Magia de Madrid, de mesas redondas y conferencias. En la radio, ha realizado Agenda Mágica de Ana Tamariz, una sección mensual sobre magia en el programa Hoy por hoy de la Cadena Ser Madrid Oeste.